# Vejez LGBT

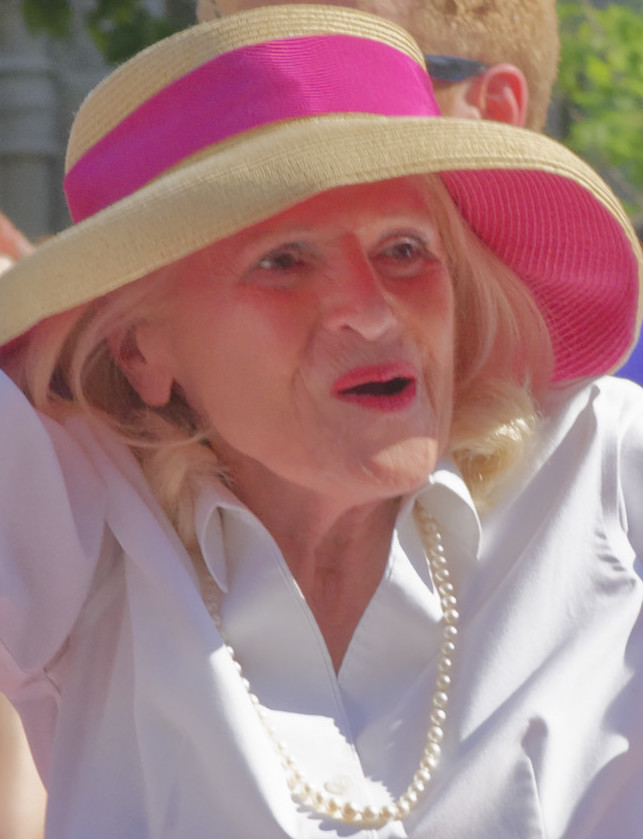
Edith Windsor (1929-2017), activista por los derechos LGBT.

La vejez LGBT trata de cuestiones y preocupaciones relacionadas no sólo con el envejecimiento, sino también con el ejercicio de una sexualidad minoritaria, y por supuesto, la identidad de género de adultos mayores LGBT.

## Contexto
Las personas LGBT de la tercera edad son marginadas, por una parte, por los propios jóvenes LGBT, quienes al rechazar la vejez como un fenómeno vital, terminan discriminando a las personas mayores LGBT. 
Y por otra parte, está la cuestión de los grupos sociales heterosexuales de la tercera edad, quienes también rechazan a los adultos mayores LGBT, pero bajo la premisa de que la norma es la heterosexualidad. Y desde ese heterosexismo, actúan con prejuicio y discriminación, ejercitando sus privilegios, repudiando, a través de la homofobia, bifobia y transfobia a las personas LGBT de la tercera edad.

## Investigaciones
Ha habido un ascendente interés en el envejecimiento de lesbianas, gais, bisexuales y trans (LGBT) en los últimos años. Incluso, un creciente número de libros académicos sobre el tema en Estados Unidos, Reino Unido, Australia, Canadá, Holanda e Irlanda así lo demuestran. 

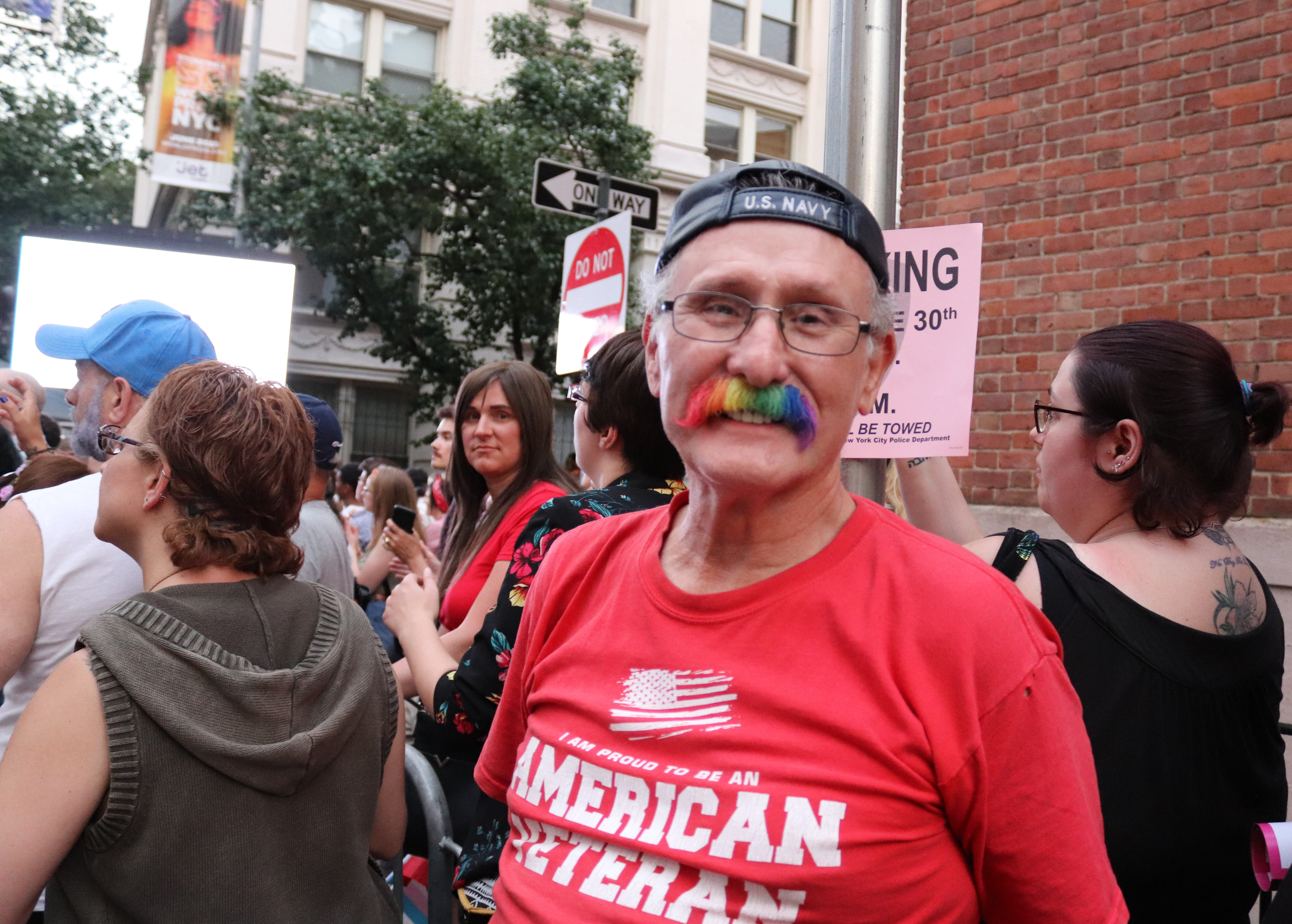
Veterano de guerra en la marcha del orgullo gay de Nueva York frente al Stonewall Inn

También hay nueva recopilación de datos proveniente de políticas sociales y campañas de organizaciones, particularmente en relación con temas de salud y cuidado y atención social, como el realizado por el Instituto Metlife Mature Market.
Las primeras investigaciones intentaron «desafiar esa imagen del anciano solitario y amargado» y «sugirieron que los hombres gay y las mujeres lesbianas mayores no están solos, ni aislados ni deprimidos, y por el contrario, han salido adelante, a pesar de tener una identidad estigmatizada, desarrollado para ello capacidades claves», que son todo un indicio de resiliencia, a pesar de las desigualdades asociadas con la edad avanzada. Autores posteriores han cuestionado este sesgo tan positivo, que pudo haber impregnado algunos de los estudios iniciales. Por eso investigaciones más recientes se han centrado más en las necesidades de salud, vivienda, y asistencia social y apoyo, tradicionales derechos de la comunidad LGBT, así como las diferencias entre las personas LGBT, por razones de género. Aún hay una falta de estudios sobre las personas LGBT adultos mayores, que tengan en cuenta también el origen étnico, la bisexualidad en la vejez, y el tema de las diferentes clases sociales.

## Apoyo social informal

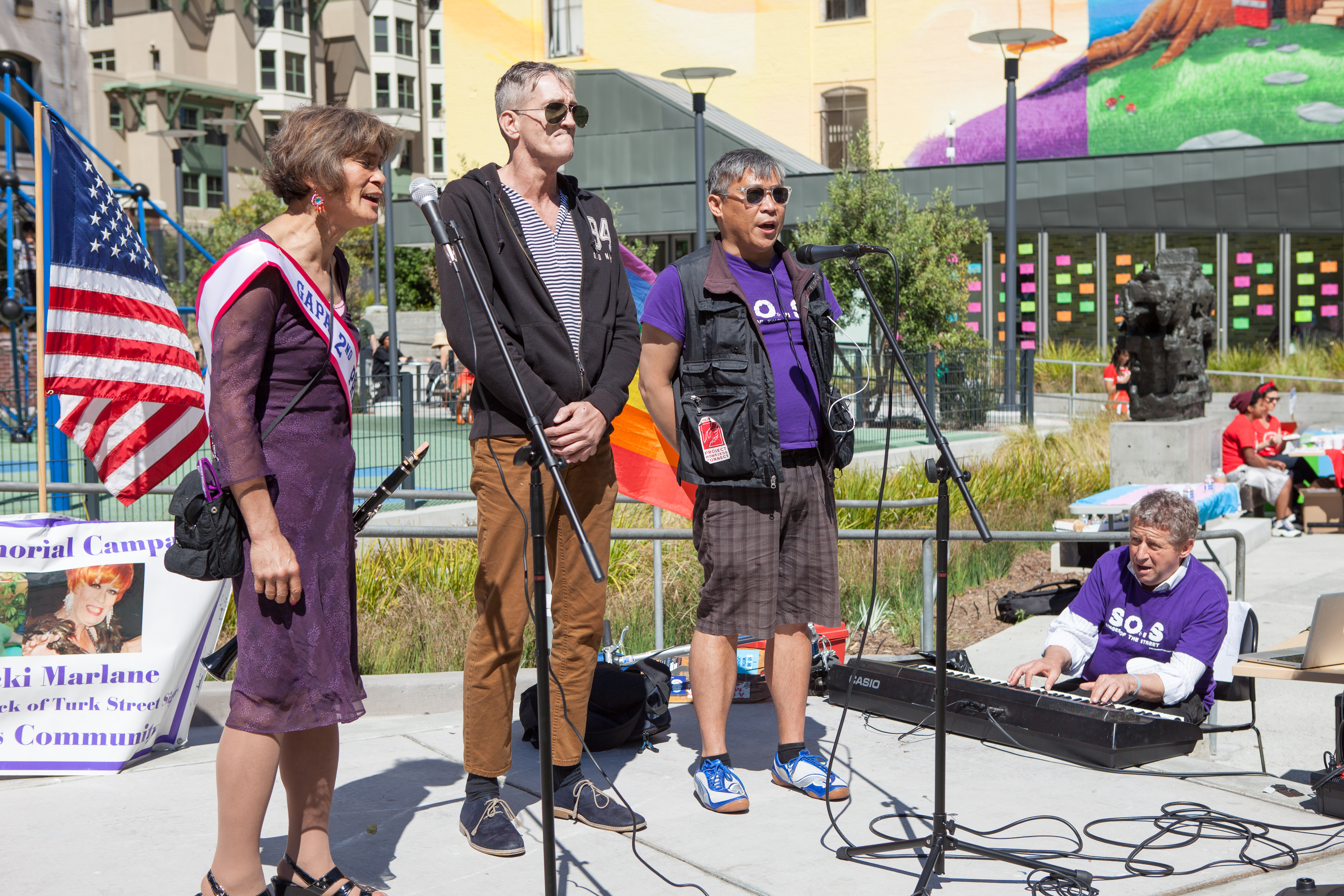
La artista trans Jasmine Jubillee Gee en el festejo de los 50 años de los disturbios de la cafetería Compton's

Grandes cantidades de los actuales adultos mayores lesbianas, gais o bisexuales (LGBT), tienden a vivir separados de sus familias biológicas, y probablemente no tengan hijos. Razones por las cuales, cuentan con menos probabilidades de acceder a ese apoyo social intergeneracional, tan necesario en la vejez. Pero sí pueden tener fuertes redes de apoyo de una «familia de amigos», pero como estas tienden a estar formadas por personas de edades similares, cuando en la edad avanzada se necesiten más cuidados y apoyos, lamentablemente le resultará más difícil a esa «familia» poder proporcionarlo. 
Esto significa que es más probable que las personas LGBT ancianas dependan de una mayor asistencia social formal y de apoyo y cuidados, mucho antes que sus pares heterosexuales, y en mayor cantidad, particularmente en el caso de aquellos que han vivido en pareja, y uno de los dos miembros de la pareja ya ha fallecido. Las personas trans de la tercera edad con hijos, particularmente aquellos que han hecho la transición en la edad adulta, pueden experimentar también el rechazo de las familias biológicas y, por lo tanto, incluso aquellos con hijos pueden no tener acceso a ese apoyo intergeneracional.

## Vivienda y cuidado social
La vivienda convencional y la provisión de atención social, ya sea: atención domiciliaria, atención al hogar, atención comunitaria, alojamiento de apoyo, centros de retiro y hogares para ancianos, están mal equipados para satisfacer las necesidades de las personas mayores LGBT. 

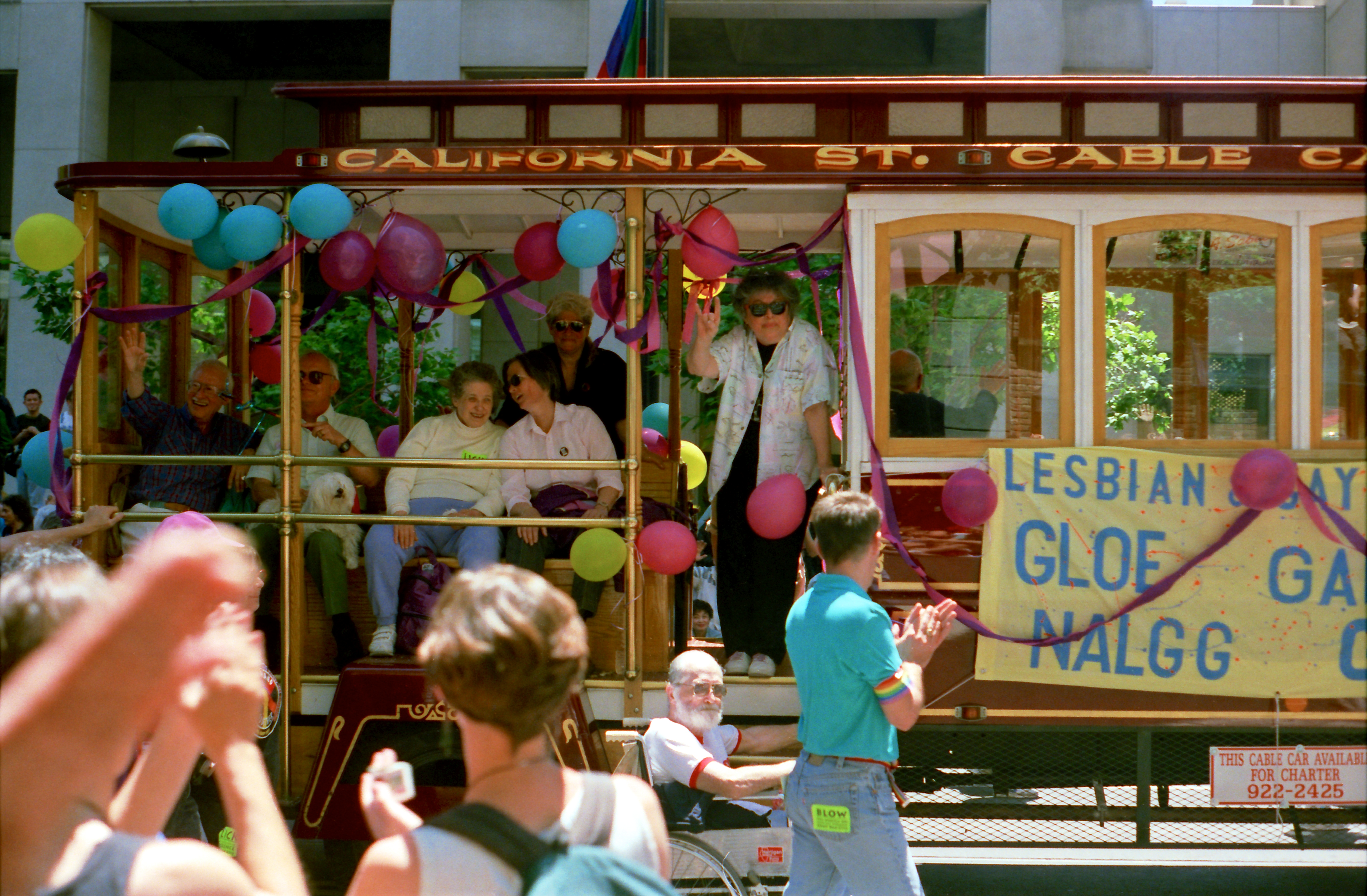
Gays y lesbianas adultos mayores participan en un desfile del orgullo LGBT.

Muchas personas LGBT mayores que actualmente viven en alojamientos de mayor edad, o espacios de cuidados especiales, intentan ocultar sus vidas, sus identidades y sus relaciones afectivas significativas, todo lo más que les sea posible. Temen ser incomprendidos, vulnerables a los prejuicios y la discriminación, y lo que sería peor, ser aislados de sus familiares y amigos.
Están especialmente preocupados por los cuidados necesarios, en caso de desarrollar demencia, les inquieta si sus identidades serán respetadas, sus recuerdos validados, y quién estará allí para defenderlos. En respuesta a estos problemas y preocupaciones, se ha desarrollado una serie de pautas de buenas prácticas en los EE. UU., y en el Reino Unido y Australia, se han centrado más en desarrollar en el personal de salud, mayores competencias, para así brindar un asesoramiento más práctico, paso a paso. 
Sin embargo, aún no está claro cuántos funcionarios y personal de salud para personas mayores están siguiendo o no, estas pautas y protocolos. Mientras tanto, muchos adultos mayores LGBT continúan considerando que los espacios de atención para personas mayores son lugares para ellos inseguros, en los cuales pasar los últimos años de su vida.
En Chile existen dos agrupaciones de adultos mayores LGBT, ambas creadas en Valparaíso: «Sobrevivientes Adultes Mayores Trans», primer grupo social del país destinada a reunir a adultos mayores transgénero, fundada el 15 de diciembre de 2021, y «Tricahue», primer club de adultos mayores gay de Chile y de América Latina, fundado en 2024.

## Nota
Trans es un término general que cubre un amplio espectro de identidad de género: que incluye, pero no se limita, a las personas transgénero, transexuales, travesti, queer, de género fluido, no binario, sin género, no género, tercer género, dos espíritus y bigénero.